# Julius Wilbrand

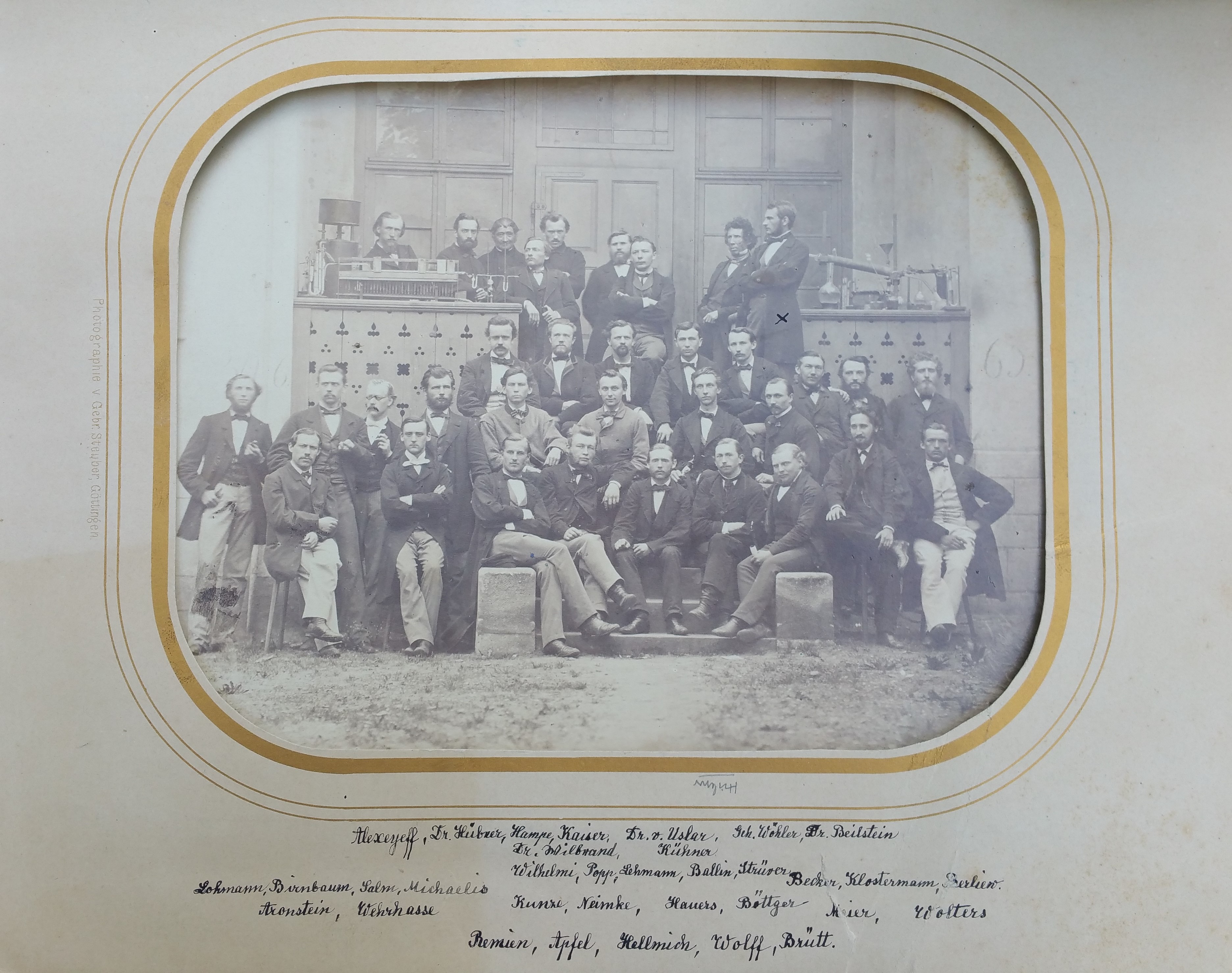
Wilbrand im Juni 1863

Julius Bernhard Friedrich Adolph Wilbrand (* 22. August 1839 in Gießen; † 22. Juni 1906 in Bielefeld) war ein deutscher Chemiker. Wilbrand war Sohn des Mediziners Julius Franz Joseph Wilbrand (1811–1894) und von Albertine Knapp (1817–1892).
Er studierte ab 1858 an der Universität Gießen Rechtswissenschaften und Chemie und promovierte 1861 zum Dr. phil. Als Student trat er dem Gießener Wingolf bei.
Anschließend arbeitete er an der Universität Göttingen mit Friedrich Konrad Beilstein und beschrieb 1863 als erster die Synthese des symmetrischen Trinitrotoluols (TNT).
Später wirkte er als Lehrer der Chemie in Hildesheim.
Bei der dortigen Cholera-Epidemie im Jahre 1867 war er Mitglied der Desinfektionskommission und berichtete darüber.